# William Donald Hamilton
William Donald Hamilton (ur. 1 sierpnia 1936 w Kairze, zm. 7 marca 2000 w Oksfordzie) – brytyjski biolog ewolucyjny, uważany obok Ronalda Fishera za największego teoretyka ewolucji biologicznej w XX wieku. Laureat Nagrody Kioto w dziedzinie nauk podstawowych z 1993 roku.

## Życiorys
Dzieciństwo spędził w hrabstwie Kent, a w czasie II wojny światowej jego rodzina przeniosła się do Edynburga. Studiował w St John’s College na Uniwersytecie Cambridge. Po krótkim okresie pracy na Uniwersytecie Michigan od 1984 był profesorem biologii ewolucyjnej na Uniwersytecie Oksfordzkim, zmarł w 2000 na malarię, którą zaraził się podczas ekspedycji do Demokratycznej Republiki Konga.
Twórca koncepcji altruizmu krewniaczego oraz reguły Hamiltona.
W swojej dysertacji doktorskiej zaproponował teorię dostosowania łącznego. Anegdota głosi, że jego promotor nie docenił tego pomysłu i początkowo odrzucił pracę. Wywołała ona jednak rewolucję po ogłoszeniu w 1964 roku w „Journal of Theoretical Biology”.